# 송산 조견 선생 묘
송산 조견 선생 묘는 대한민국 경기도 성남시 중원구 여수동에 있다. 2001년 2월 20일 성남시의 향토문화재 제3호로 지정되었다.

## 개요
조견(1351~1425)은 고려말~조선초의 문신으로 본관은 평양, 호는 송산이다. 묘역은  90m가량 나지막한 구릉에 정서향하여, 총높이 180cm인 방형의 봉분 형태이다. 석물(묘표, 문인석, 석등 등)이 600년 된 묘역으로 고려말 조선초기의 묘제를 알 수 있는 유적이다.

## 같이 보기
- 조견